# Semiónovka (Sochi)
Semiónovka (del ruso: Семёновка) es un seló del distrito de Josta de la unidad municipal de la ciudad-balneario de Sochi del krai de Krasnodar, en el sur de Rusia. Está situado en la cabecera del Semiónovka Shchel, pequeño afluente del río Matsesta, 12 km al nordeste de Sochi y 170 km al sureste de Krasnodar. Tenía 237 habitantes en 2010.
Pertenece al ókrug rural Razdolski.